# Donatien de Sesmaisons
Pour les autres membres de la famille, voir Famille de Sesmaisons.
Le comte Claude, Louis, Gabriel, Donatien de Sesmaisons, né au château de Lesnerac à Saint-Pierre-d'Escoublac (Loire-Inférieure, maintenant La Baule-Escoublac, Loire-Atlantique) le 23 décembre 1781, mort à Nantes le 29 avril 1842, est un militaire et homme politique français.

## Biographie
Fils du marquis Claude François Jean Baptiste de Sesmaisons, seigneur d'Escoublac, de Lesnerac, Frénecart, La Ville-Savary, Saint-André-des-Eaux, Ustet et autres lieux, colonel du régiment de Condé, et de Renée-Modeste de Gouyon de Vaudurand, il émigre avec ses parents à la Révolution et sert dans l'armée britannique.
Il rentre en France sous l'Empire et commande la garde nationale de Maine-et-Loire. Il salue avec joie le retour des Bourbons qui le nomment colonel-chef d'état-major de la 1re division d'infanterie de la garde royale. Maréchal de camp dans le corps de Lauriston, il fait la campagne d'Espagne et reçoit du roi Ferdinand le titre de « Grand d'Espagne » et de commandeur de l'ordre de Saint-Ferdinand. Il devient gentilhomme de la chambre de Charles X et commandeur de la Légion d'honneur.
Il est membre du Conseil général de la Manche de (1825) à 1833.
Il est élu député de la Loire-Inférieure le 24 novembre 1827. Il siège dans la majorité jusqu'au 16 mai 1830.
Il s'abstient sur l'Adresse des 221, mais se montre favorable à Louis-Philippe. Il est admis le 6 septembre 1830 à la Chambre des pairs, à titre héréditaire, en remplacement de son beau-père, le chevalier Dambray. Il y siège jusqu'en 1842 parmi les conservateurs.
Il préside le conseil général de la Manche de 1832 à 1833.
Entre 1815 et 1834, propriétaire du château de Lesnérac, il se charge d'une opération de fixation des dunes de la station de La Baule en création, mais celle-ci ayant échoué, il abandonne le secteur et vend le château.
Il est châtelain de Flamanville, ayant hérité de la propriété de la marquise du Bruc. Il y exploite un large domaine agricole (orge, froment, élevage) , qui donne du travail à une douzaine de personnes.
Son beau-père, le chevalier Dambray, possédait également plusieurs domaines dans le Cotentin.

## Armoiries
| Image | Armoiries |
| ----- | --- |
|       | Grand d'Espagne , Donatien de Sesmaisons, comte de Sesmaisons, Grand d'Espagne par Cédule de 1826.                                                                                           |
|       | Pair de France, Donatien de Sesmaisons, comte de Sesmaisons, baron-pair de France par lettres du 11 juin 1830, Commandeur de la Légion d'honneur de gueules à 3 tours de maison d'or 2 et 1. |